# Oxycera analis
Oxycera analis är en tvåvingeart som beskrevs av Johann Wilhelm Meigen 1822. Oxycera analis ingår i släktet Oxycera och familjen vapenflugor. Inga underarter finns listade i Catalogue of Life.